# Madroño (revista)
Madroño. Journal of the California Botanical Society. San Francisco, (abreujat Madroño), és una revista amb descripcions botàniques que és editada per California Botanical Society. Madroño, Madroño és una publicació trimestral que consta d'articles d'investigació sobre la història natural i organismes de botànica i de la vegetació de l'oest americà, (incloses les de Mèxic, Amèrica Central i Amèrica del Sud). L'article i les notes (en anglès o en castellà) sobre l'ecologia, sistemàtica, florística, biologia de la conservació i altres àrees de la botànica, són habitualment publicades al Madroño, a més de notables col·leccions.